# 小村欣一
小村 欣一（こむら きんいち、1883年〈明治16年〉5月13日 - 1930年〈昭和5年〉12月29日）は、大正・昭和初期の外交官、貴族院議員、華族（侯爵）。

## 人物
明治期の外交官、小村寿太郎の長男として生まれた。母は幕臣朝比奈孝一の娘、マチ（町子）である。欣一の生まれる少し前、祖父（寿太郎の父）の寛が宮崎県で経営していた飫肥商社が倒産し、小村一家は莫大な借金をかかえた。そのため、父寿太郎が外務省翻訳局長の職にありながらも、小村家の生活は逼迫しており、幼い欣一は栄養不足のため夜盲症に罹ったといわれる。
欣一は日本中学、一高を経て、1907年（明治40年）7月、東京帝国大学法科大学政治学科を卒業した。東大では成績優秀につき銀時計を賜った。同年11月、外交官及領事官試験に合格、外交官補になり清国に赴任。翌年、英国の日本大使館に赴任したた。
1911年、父が危篤になり帰国。父の死後、同年12月22日に侯爵を継ぎ、貴族院侯爵議員となった。外務省では政務局第一課長、情報部次長、情報部長などを歴任。1929年、拓務省が設置されると朝鮮部長、次官に就任した（当初の拓務大臣は田中義一首相が兼務）。次の濱口内閣でも拓務次官に留任した。
この間、中野正剛の東方会（1917年、1936年結成の東方会とは別）に参加、また東亜同文会理事を務めた。演劇が趣味で国民文芸会（1919年）に加わり、国立劇場設置運動を推進したが、関東大震災のため実現しなかった。演劇界、文芸界、美術界などに顔が広く、「外務省きっての名物男」と呼ばれた。
海外経験豊富で裂帛の闘志をもって仕事一筋に打ち込んだ父の寿太郎と比較して、多趣味な欣一は外国勤務を嫌がったこともあって、父ほどは出世しなかったが、父のおこなった帝国主義外交ではなくアメリカ合衆国が主唱した「新外交」を日本の外務省が呼応し、そのための政策立案においては重要な役割をになった。
1930年（昭和5年）12月29日に急逝。47歳。墓所は青山霊園(1ロ12-1～6)。

## 栄典
位階
- 1911年（明治44年）6月20日 - 正五位[9]
- 1930年（昭和5年）12月29日 - 正三位[10]

爵位
- 1911年（明治44年）12月22日 - 侯爵（襲爵）

勲章等
| 受章年                     | 略綬 | 勲章名           | 備考 |
| -------------------------- | ---- | ---------------- | ---- |
| 1911年（明治44年）8月24日  |      | 勲六等単光旭日章 |      |
| 1918年（大正7年）3月4日    |      | 旭日小綬章       |      |
| 1929年（昭和4年）1月30日   |      | 勲二等瑞宝章     |      |
| 1930年（昭和45年）12月29日 |      | 旭日中光章       |      |

## 家族

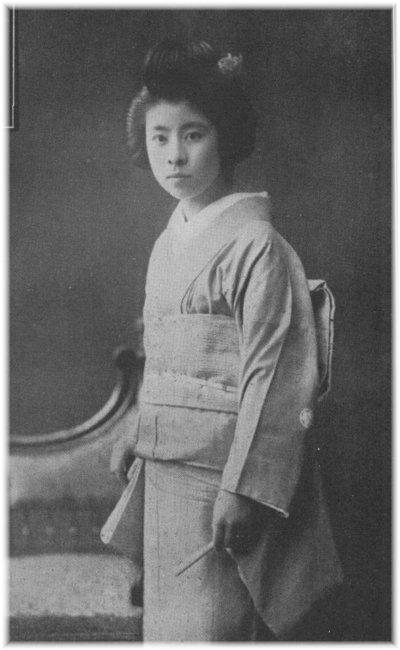
妻、温子

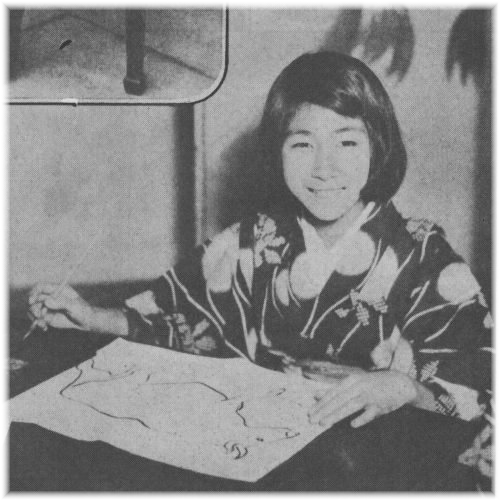
長女、淑子

- 妻・温子 - 平山成信（貴族院議員、男爵）の長女。欣一の逝去後、一時高等女官となり宮中に仕えた。1945年に死去。
- 長女・淑子 - 学習院在学中の1929年に急逝した。
- 妹・文子 - 1886年生まれ。外交官・佐分利貞男に嫁いだが、1925年死去。
- 弟・捷治 - 1895年生まれ。のちに襲爵した。